# Phorbia fascicularis
Phorbia fascicularis este o specie de muște din genul Phorbia, familia Anthomyiidae, descrisă de Tiensuu în anul 1935. Conform Catalogue of Life specia Phorbia fascicularis nu are subspecii cunoscute.